# Гончаровка (Северо-Казахстанская область)
Гончаровка (каз. Гончаровка) — село в Кызылжарском районе Северо-Казахстанской области Казахстана. Входит в состав Березовского сельского округа. Код КАТО — 595037400.

## Население
В 1999 году население села составляло 150 человек (75 мужчин и 75 женщин). По данным переписи 2009 года, в селе проживало 122 человека (62 мужчины и 60 женщин).